# فأر كنغري باهت
فأر كنغري باهت (الاسم العلمي:Microdipodops pallidus) هو نوع من الحيوانات يتبع جنس الفأر الكنغري من فصيلة الفئران المتغايرة.